# Abbeville
 For alternative betydninger, se Abbeville (flertydig). (Se også artikler, som begynder med Abbeville)
Abbeville er en fransk kommune i den nordligste del af landet. Den er beliggende cirka 150 km nordvest
for Paris. I 2019 var der omkring 23.321 indbyggere i kommunen, der er underpræfektur i departementet Somme. Floden af samme navn løber igennem byen. I middelalderen lå byen ved det laveste vadested over floden. Indbyggerne kaldes abbevillois.